# Wiley Post
Wiley Hardeman Post, ameriški letalec, * 22. november 1898, Teksas, † 15. avgust 1935.
Wiley Post se je v zgodovino zapisal kot človek, ki je opravil prvi samostojni polet okoli sveta, in sicer od 15. do 22. julija 1933 z letalom Lockheed Vega. 25.100 kilometrov dolgo pot od New Yorka čez Berlin, Moskvo, Irkutsk, Aljasko nazaj v New York je preletel v 7 dneh, 18 urah in 49 minutah.
Kasneje se je začel zanimati za daljinske polete na velikih višinah in začel preizkušati posebne pilotske obleke pod pritiskom in je prvo tako obleko tudi izdelal in uporabil v praksi. 5. septembra 1934 je v taki obleki nad Chicagom dosegel višino 16.000 metrov.
Leto za tem je iz letal Lockheed Orion in Lockheed Explorer sestavil novo letalo, s katerim je nameraval prevažati pošto in potnike iz Aljaske v Rusijo. Prvi polet je Post opravil v začetku avgusta 1935, ko je odpeljal svojega prijatelja Willa Rogersa iz Seattla na Aljasko. 15 avgusta sta zapustila Fairbanks in se odpravila proti Point Barrowu. V slabem vremenu sta se izgubila, zaradi česar je Post pristal v neki laguni, kjer je vprašal za pot. Pri vzletanju iz lagune je letalo strmoglavilo, v nesreči pa sta oba izgubila življenje.